# Sematophyllum affine
Sematophyllum affine là một loài Rêu trong họ Sematophyllaceae. Loài này được (Hornsch.) Mitt. miêu tả khoa học đầu tiên năm 1869.